# Louise Leakey
Louise Leakey, księżna de Merode (ur. 21 marca 1972 w Nairobi) – kenijska paleontolog.

## Zarys biografii
Jest córką Richarda i Meave z d. Epps. Po raz pierwszy uczestniczyła w odkryciach kopalnych w 1977 w wieku sześciu lat. W 2001 uzyskała stopień doktora University College London. Razem z matką prowadzi projekt badawczy „Koobi Fora”.
W 2003 została uhonorowana Nagrodą Lowella Thomasa.

### Rodzina
W 2003 wyszła za mąż za belgijskiego prymatologa, księcia Emmanuela de Merode. Z tego związku ma dwie córki: Seiyię i Alexię.